# Wasserstadt Oberhavel

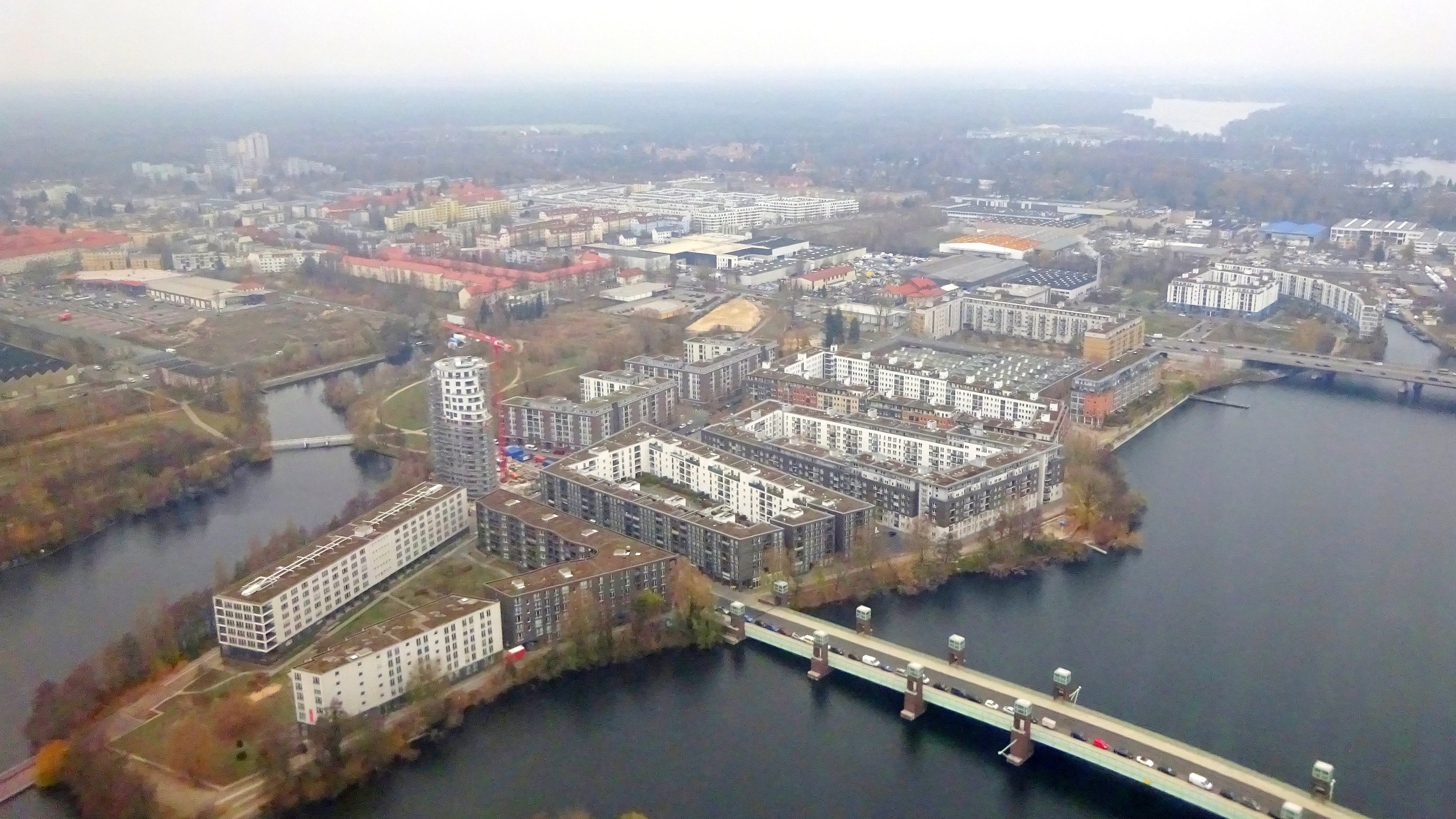
Luftaufnahme des Quartiers Havelspitze in der Wasserstadt Spandau

Die Wasserstadt Oberhavel ist ein Gebiet, das infrastrukturell von der Stadt Berlin zur Wohnnutzung entwickelt wird. Die Flächen liegen in den Ortsteilen Hakenfelde und Haselhorst.
Ende des 20. Jahrhunderts entstanden am Westufer der Havel mehrere Quartiere, die zusammen mit Gebieten im Ortsteil Haselhorst am Ostufer die Wasserstadt Oberhavel mit rund 12.000 neuen Wohnungen bilden sollten. Anlässlich der 800-Jahr-Feier Spandaus im Jahr 1997 wurde der Teil der Havel zwischen Zitadelle und Tegeler See Spandauer See genannt. Der Name findet sich nun unter anderem in der Spandauer-See-Brücke wieder. Im Quartier Havelspitze der Wasserstadt, unweit der nördlichen Havelüberquerung über die Wasserstadtbrücke aus dem Jahr 2000 liegt – an der Hugo-Cassirer-Straße – das Bürgeramt Wasserstadt. Zudem wurde der angrenzende Nordhafen Spandau rückgebaut. Am Südufer entstanden Reihenhäuser und Stadtvillen, am Nordufer als Teil des Maselakeparks eine gestufte Uferpromenade.